# NGC 6819
NGC 6819 (również OCL 155) – gromada otwarta znajdująca się w gwiazdozbiorze Łabędzia. Odkryła ją Caroline Herschel 12 maja 1784 roku. Jest położona w odległości ok. 7,9 tys. lat świetlnych od Słońca.